# Sugar Apple Fairy Tale
Sugar Apple Fairy Tale (jap. シュガーアップル・フェアリーテイル) ist eine japanische Light Novel von Miri Mikawa mit Illustrationen von aki. Sie erschien von 2010 bis 2015 und wurde als Manga und als Anime adaptiert. Die Fantasy-Geschichte spielt im Königreich Highland, wo Elfen als Sklaven gehalten und gehandelt werden. Die junge Anne aber will sich mit ihrem Elfen-Leibwächter anfreunden, während sie das Handwerk magischer Zuckerbäckerei erlernen will.

## Inhalt
Die junge Anne Halford möchte wie ihre Mutter Emma, die erst kürzlich gestorben ist, eine Silberzuckermeisterin werden. Dieser Titel wird nur vom Königshaus verliehen. Sein Träger kann mit Silberzucker magische Süßigkeiten erschaffen, die Glück verleihen und Pech vertreiben können. Daher reist sie in die Hauptstadt Lewiston, wo auf der Zuckerschau angehende Handwerker ausstellen, um als Silberzuckermeister ernannt zu werden. Auf dem Weg dorthin kauft Anne die Kriegerfee Challe. Der gutaussehende, aber freche Fee soll ihr Leibwächter sein. Anne würde sich auch gern mit ihm anfreunden, doch da Feen in diesem Land als Sklaven gehandelt werden, will Challe mit ihr wie mit allen Menschen lieber gar nichts zu tun haben. Anne wiederum kann nicht ansehen, wie andere leiden. Sie lehnt die Versklavung der Feen ab und verspricht Challe die Freiheit, wenn sie an ihrem Ziel angekommen sind.
Unterwegs braucht sie tatsächlich Challes Schutz während eines Überfalls. Dabei retten sie auch Jonas, Sohn der Pflegefamilie, die Anne nach dem Tod ihrer Mutter aufnahm. Er will sie heiraten und daher ebenfalls auf ihrer Reise begleiten. Er ist außerdem ebenfalls angehender Zuckerbäcker und will auf der Zuckerschau ausstellen. Anne aber will lieber ihre Karriere verfolgen, anstatt nur als Ehefrau zu enden, und lehnt seine Avancen daher immer wieder ab. Auch die kleine Fee Mythril Lid Pod stößt zur Gruppe. Er wurde von Anne vor der Sklaverei gerettet und will ihr daher zum Dank zur Seite stehen. Dann verschwindet erst Annes Silberzucker, den sie mühsam neu aus Zuckeräpfeln gewinnen müssen. Jonas und seine Fee Cathy verdächtigen Mithril. Als sie schließlich ihr Schaustück fertiggestellt hat, wird es von Jonas gestohlen. Mit Cathy hetzt er Wölfe auf Anne, die Challe beschäftigen. Anne ist verzweifelt und gewährt Challe die Freiheit. Der will sich revanchieren und ermutigt sie, mit einem neuen Schaustück an der Zuckerschau teilzunehmen. Sie schaffen es gerade noch rechtzeitig. Ihre Zuckerbäckerei beeindruckt den König, ist aber nicht groß genug. Da Mythril Jonas’ Silberzucker gefressen hat, kann auch er die Auszeichnung nicht erhalten. So gehen schließlich beide leer aus, auch wenn Anne zumindest das Lob bleibt, das sie vom König und vom Silberzuckervizegrafs Hugh Mercury erhalten hat – den sie bereits auf der Reise traf.
Die Zeit bis zur Zuckerschau im nächsten Jahr will Anne nutzen, ihre Fähigkeiten zu verbessern. In Lewiston sucht sie weitere Silberzuckermeister auf und kann bei ihrem Vorbild Alph Hingley arbeiten. Sie reist in andere Städte, um dort zu verkaufen, und gelangt schließlich in die reiche Hafenstadt Philax, die von William Alburn regiert wird. Der hat eine hohe Summe für einen Zuckerbäcker ausgeschrieben, der ihm ein besonderes Stück anfertigen kann. Anne bewirbt sich und sieht sich erneut mit Jonas als Gegner konfrontiert. Sie sollen eine Fee in Zucker darstellen und wurden nach ihren ersten Versuchen ausgewählt, gemeinsam weiter daran zu arbeiten. Obwohl Jonas mehrfach scheitert, will der Fürst ihn nicht gehen lassen und misshandelt ihn bei jedem Fehlschlag. Schließlich erpresst Jonas erst Challe, sich von Anne zu trennen, und dann sie, die Aufgabe allein zu übernehmen, sodass er die Burg verlassen kann. Und Anne nimmt die Aufgabe wichtig und will sie unbedingt erfüllen. Doch da William Alburn seine Pflichten zum Besuch des Königs verletzt hat, droht ein Angriff der Königstreuen auf die Burg. So kehrt Challe zurück, um Anne zu schützen. Die hat erkannt, dass der Fürst in eine Elfe verliebt war, die jung starb. Seither kommt er auch seinen Verpflichtungen nicht mehr nach. Schließlich kann sie seinen Wunsch erfüllen. Auch wenn sich des Fürsten Hoffnung, aus dem Zuckerkonfekt könne wieder seine Geliebte auferstehen, nicht erfüllt, unterwirft er sich dem König und der Kampf kann gerade noch verhindert werden.
Bis zur Zuckerschau im nächsten Jahr reist Anne weiter mit Challe und Mithril durch die Lande. Bereits durch ihren Erfolg bei William Alburn hat sie sich einen Ruf erarbeitet. Doch als sie zur Zuckerschau zurückkehrt, muss sie von Alph Hingley erfahren, dass in diesem Jahr der Zucker gemeinschaftlich hergestellt werden muss. Sie muss dafür in die Werkstatt der Radcliffe-Gilde, zu der auch Jonas gehört. Natürlich trifft sie dort auf ihn und auch die anderen Gildenmitglieder sind ihr nicht wohlgesonnen. Die meisten wollen eine Frau in ihrem Handwerk nicht akzeptieren. Nur mit der Hilfe von Hingley und des gleichaltrigen Keith Powell kann sie sich an der Arbeit beteiligen. Powell ist der Sohn des vorherigen Silberzuckervizegrafen und achtet Annes Kunst. Er will unbedingt bei der nächsten Schau gegen sie antreten. Nach einigen Problemen findet Anne auch ein Motiv für ihr Schaustück. Doch zur gleichen Zeit tritt Bridget Page in der Werkstatt auf, ein Mädchen aus reichem Hause. Ihr hat es Challe angetan. Auch wenn sie ihn nicht, wie zunächst versucht, kaufen kann, will sie ihn nicht aufgeben. Kurz vor der Schau wird Anne dann von den anderen Handwerkern angegriffen. Jonas ruft Challe zur Hilfe, doch schließlich wird er und Anne für den Aufruhr verwiesen. Zur Schau kommt dann heraus, dass ihr selbstraffinierter Zucker ausgetauscht wurde. Bridget hat die Tat beobachtet und nennt schließlich den Täter – nachdem Challe ihr seinen Flügel und damit seine Freiheit gegeben hat. Nachdem der Täter überführt ist, kann Anne die Schau gewinnen und wird als Silberzuckermeisterin ausgezeichnet. Doch Challe, der von Bridget mitgenommen wird, hat sie verloren.

## Buch-Veröffentlichungen
Die Light Novel erschien von April 2010 bis Februar 2015 in insgesamt 17 Bänden bei Kadokawa Shoten. Eine englische Fassung erschien bei Yen On in einer Übersetzung von Nicole Wilder.
Eine erste Umsetzung als Manga erschien im Magazin Hana to Yume Online bei Hakusensha. Die Geschichte mit dem Titel Ginzatō-shi to Kuro no Yōsei: Sugar Apple Fairy Tale (銀砂糖師と黒の妖精 ～シュガーアップル・フェアリーテイル～) wurde von Alto Yukimura umgesetzt. Die Kapitel wurden auch gesammelt in zwei Bänden herausgegeben. 
Von November 2021 bis Dezember 2023 erscheint eine zweite Umsetzung der Light Novel als Manga, nun gezeichnet von Yozora no Udon. Die Kapitel von Kadokawa Shoten wurden zunächst im Magazin Young Ace herausgegeben und danach in insgesamt drei Sammelbänden veröffentlicht. Auf Deutsch erschien die Serie von April 2023 bis Februar 2024 bei Altraverse. Die Übersetzung stammt von Lasse Christian Christiansen. Eine englische Übersetzung wird von Yen Press veröffentlicht.

## Anime-Fernsehserie
Eine Adaption des Stoffs als Anime für das japanische Fernsehen entstand unter der Regie von Yōhei Suzuki bei Studio J.C.Staff. Die Drehbücher schrieb Seishi Minakami, das Charakterdesign wurde von Haruko Iizuka für die Animeserie adaptiert und Akira Suzuki übernahm die künstlerische Leitung. Die Tonarbeiten leitete Jin Aketagawa und für die Kameraführung war Hidenori Manaka verantwortlich.
Der Anime wurde erstmals im Oktober 2021 angekündigt. Die 12 Folgen mit je 22 Minuten Laufzeit wurden vom 6. Januar bis 24. März 2023 von den Sendern AT-X, Tokyo MX, KBS Kyoto, Sun TV und BS Asahi in Japan gezeigt. Parallel fand eine internationale Veröffentlichung per Streaming auf der Plattform Crunchyroll statt. Diese umfasste eine englische Synchronfassung und Untertitel in Englisch, Deutsch und mehreren weiteren Sprachen. Eine zweite Staffel wurde für Juli 2023 angekündigt.

### Synchronisation
| Rolle             | japanischer Sprecher (Seiyū) |
| ----------------- | ---------------------------- |
| Challe Fen Challe | Masaaki Mizunaka             |
| Anne Halford      | Yuka Nukui                   |
| Mythril Lid Pod   | Rie Takahashi                |
| Jonas Anders      | Reiji Kawashima              |
| Cathy             | Aya Yamane                   |
| Hugh Mercury      | Tomoaki Maeno                |
| Cat               | Takuma Terashima             |
| Benjamin          | Minori Suzuki                |
| Bridget Page      | Ayumi Mano                   |
| Elliot Collins    | Kazuyuki Okitsu              |
| Keith Powell      | Yūto Uemura                  |

### Musik
Die Musik der Serie wurde komponiert von Hinako Tsubakiyama. Der Vorspann ist unterlegt mit dem Lied Musical von Minori Suzuki und der Abspanntitel ist Kanaeru von Sumire Morohoshi. Von ihr wurde auch das Lied I Will Go On gesungen, das innerhalb der 12. Folge eingespielt wird.